# Burni Pematang Uwis
Burni Pematang Uwis är ett berg i Indonesien.   Det ligger i provinsen Aceh, i den västra delen av landet, 1 600 km nordväst om huvudstaden Jakarta. Toppen på Burni Pematang Uwis är 1 518 meter över havet.
Terrängen runt Burni Pematang Uwis är kuperad norrut, men söderut är den bergig.Runt Burni Pematang Uwis är det mycket glesbefolkat, med 4 invånare per kvadratkilometer. Omgivningarna runt Burni Pematang Uwis är en mosaik av jordbruksmark och naturlig växtlighet.